# Мандзолли, Пьер-Анджело
Пьер-Анджело Мандзолли (итал. Pier Angelo Manzolli; псевдоним Марчелло Палиндженио Стеллато, или Палингений; начало XVI века, Стеллата, около Феррара, Италия — 1543) — итальянский врач, поэт и философ.
Автор философской поэмы «Зодиак жизни» на латинском языке из 12 книг, каждая относится к отдельному знаку зодиака. Опубликована в 1543 году в Базеле, хотя первая публикация возможно была в начале 1530-х, и посвящена герцогу Феррарскому Эрколе II д’Эсте, врачом которого он был. В дидактической поэме рассматриваются вопросы человеческого счастья в связи с знанием, метафизические размышления сочетаются с сатирическими выпадами в адрес церковного лицемерия, в особенности папства и Мартина Лютера.
После смерти Мандзолли его прах как еретика был извлечён из земли и сожжён, его книгу в 1559 году папа римский Павел IV включил в Индекс запрещённых книг. Несмотря на запрет со стороны инквизиции, поэма была переведена на несколько европейских языков и выдержала многочисленные переиздания за пределами Италии.